# 小行星8021
小行星8021（英語：8021 Walter）是一颗围绕太阳公转的小行星。1990年10月22日，卡罗琳·舒梅克、大衛·李維在帕洛马山发现了此天体。
这颗小行星的绝对星等为162.26609等。